# Karin Bergman-de Frey
Karin Margareta Bergman-de Frey, under en tid Rydeberg, ogift Bergman, född 20 augusti 1910 i Sala stadsförsamling i Västmanlands län, död 7 juli 1982 i Oscars församling i Stockholm, var en svensk skådespelare.
Karin Bergman-de Frey kom 1921 från Uppsala till Stockholm med sina föräldrar kamreraren Karl Hjalmar Bergman och Selma Olivia Lindstedt. Hon genomgick Dramatens elevskola i Stockholm 1929–1931 och medverkade i Dramatiska Teaterns uppsättningar av Äfventyret (1929), Ungkarlspappan (1930) och Mordet i katedralen (1939). Vidare medverkade hon i filmerna 65, 66 och jag (1936) i regi av Anders Henrikson och Styrman Karlssons flammor (1938) i regi av Gustaf Edgren.
Hon var 1931–1934 gift med skådespelaren Georg Rydeberg (1907–1983) och fick dottern Nina (1931–2019). 1935 gifte hon om sig i London med Emilio De Frey, ett äktenskap som varade till 1950. Hon är begravd på Norra begravningsplatsen utanför Stockholm.

## Filmografi i urval
- 1936 – 65, 66 och jag
- 1938 – Styrman Karlssons flammor

## Teaterroller i urval
- 1929 – Äfventyret (Dramaten)
- 1930 – Ungkarlspappan (Dramaten)
- 1939 – Mordet i katedralen (Dramaten)